# 广东三宝
广东三宝是：陈皮、老姜和禾杆草。其中以新会出产的陈皮和新兴生产的姜为代表，在旧时的广东，很多家庭喜欢用禾杆草配上陈皮，老姜来烹调肉类食物，所以把陈皮、老姜和禾杆草合称广东三宝。后来又可指医生、司机和猪肉佬。